# Суперкубок України з футболу серед аматорів
Суперку́бок Украї́ни з футбо́лу се́ред ама́торів — одноматчевий турнір, який проводиться Асоціацією аматорського футболу України та у якому грають володар кубка України і чемпіон серед аматорів.
Розігрувався в 2011 році вперше і поки що в останнє. У першому турнірі суперкубок виборювали переможці чемпіонату і Кубка сезону 2011. Арбітром першого в історії Суперкубку України з футболу серед аматорів став Пилипенко Ярослав з Кропивницького.

## Матчі
| 26 листопада 2011 13:00 UTC+2 |

| ФК «Буча» (Володар кубка) | 0:1      | «Нове життя» (Андріївка) (Чемпіон) |
| ------------------------- | -------- | ---------------------------------- |
|                           | Протокол | 59' Мелащенко                      |

| Київ, НТК ім. Баннікова Арбітр: Пилипенко Ярослав |